# 松島村 (新潟県)
松島村（まつしまむら）は、かつて新潟県中蒲原郡にあった村。1898年2月4日の合併によって消滅し、現在は新潟市東区の一部となっている。
以下の記述は合併直前当時の旧松島村に関しての記述であり、現在では名称等が異なる場合がある。なお、ここに記述されていない内容に関しては新潟市などの記事を参照。

## 概要
1889年（明治22年）から1898年（明治31年）まで存在した村。村名は松崎村と津島屋村から1字ずつとったもので、村役場は海老ヶ瀬に設置された。

## 沿革
- 1889年（明治22年）4月1日 - 町村制施行に伴い中蒲原郡松崎村、津島屋村、海老ヶ瀬村、寺山新田、逢谷内新田、山ノ下新田（内字榎新田を除く）[2][3][4]、河渡新田が合併し、松島村が発足。
- 1898年（明治31年）2月4日 - 村域を三分割し、次のとおり隣接自治体への編入や分立により消滅。
  - 大字山下新田を中蒲原郡沼垂町に編入
  - 大字海老ケ瀬・寺山新田・逢谷内新田 → 村制施行・中蒲原郡三箇村
  - 大字津島屋・松崎・河渡新田 → 村制施行・中蒲原郡新松島村

## 地域
松島村は、合併した村名を継承する以下の大字で構成される。
松崎（まっさき）
1889年（明治22年）まであった松崎村の区域。現在の新潟市東区松崎。なお読み方は「まつさき」ではなく、「まっさき」が正しい。
津島屋（つしまや）
1889年（明治22年）まであった津島屋村の区域。現在の新潟市東区津島屋。後に新川町が分立。
海老ヶ瀬（えびがせ）
1889年（明治22年）まであった海老ヶ瀬村の区域。現在の新潟市東区海老ヶ瀬。のちに木工新町、海老ヶ瀬新町、大形本町が分立。
寺山（てらやま）
1889年（明治22年）まであった寺山新田の区域。現在の新潟市東区寺山。
逢谷内（おうやち）
1889年（明治22年）まであった逢谷内新田の区域。現在の新潟市東区逢谷内。
山ノ下（やまのした）
1889年（明治22年）まであった山ノ下新田の区域。現在の新潟市東区山の下町。
加賀国山下から移り住んだ者によって開発。蒲原村の枝郷で、新発田藩領。枝郷に榎新田があったが、後に分村。
河渡（こうど）
1889年（明治22年）まであった河渡新田の区域。